# Опелка, Райли
Райли Опелка (англ. Reilly Opelka; род. 28 августа 1997, Сент-Джозеф, США) — американский теннисист. Победитель пяти турниров ATP (из них четыре в одиночном разряде). Один из самых высоких игроков за всю историю тенниса (рост 211 см).
Победитель одного юниорского турнира Большого шлема в одиночном разряде (Уимблдон-2015); финалист одного юниорского турнира Большого шлема в парном разряде (Уимблдон-2015); бывшая четвёртая ракетка мира в юниорском рейтинге.

## Биография
В возрасте 4-х лет семья Опелки переехала из Мичигана в Палм-Кост, штат Флорида. Рейлли начал регулярно играть в теннис очень поздно, в возрасте 13 лет.

## Спортивная карьера

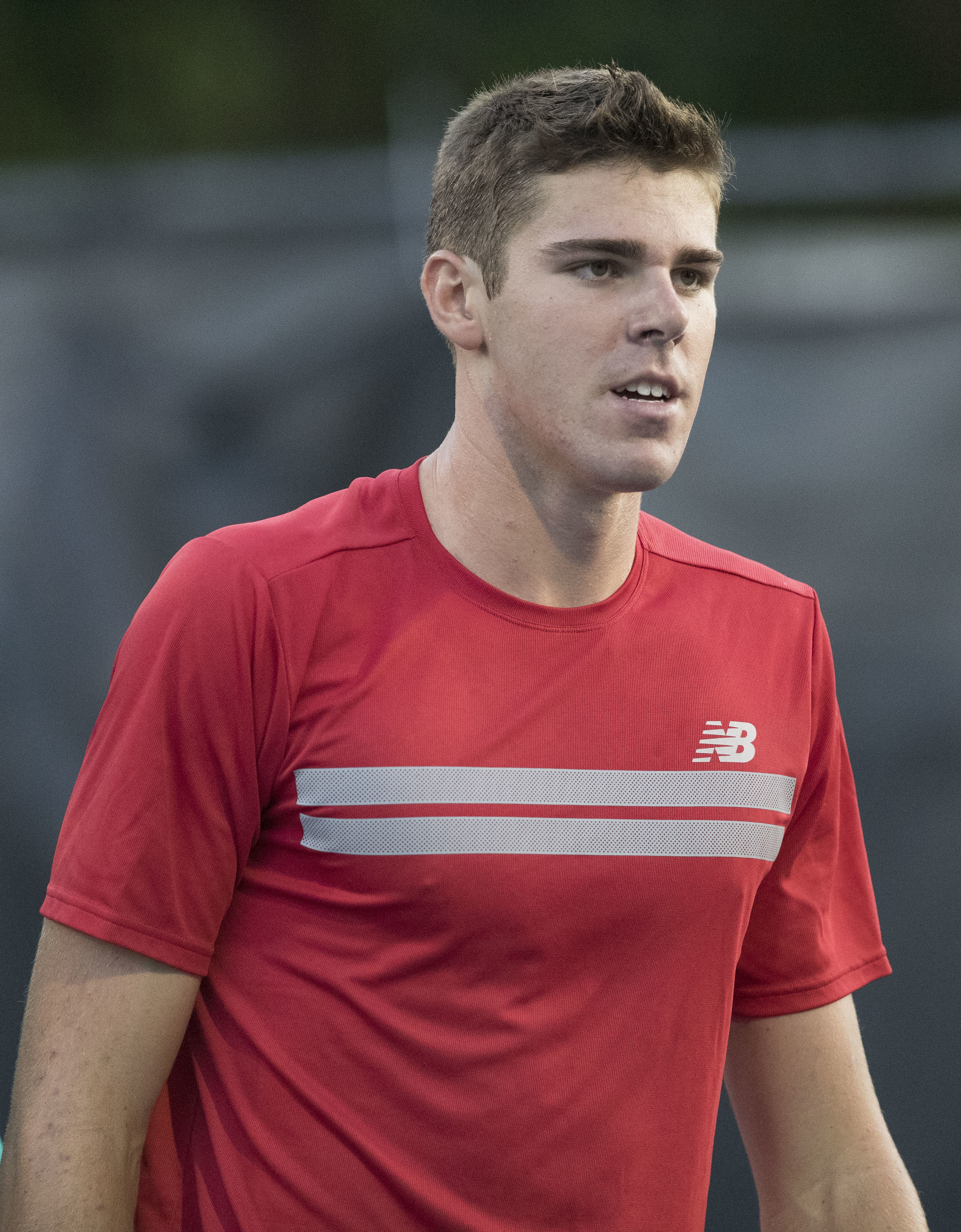
2016 год

Рейлли выиграл Уимблдонский турнир среди юниоров 2015 года, победив по ходу турнира номер один среди юниоров Тейлора Фрица. В финале был повержен Микаэль Имер из Швеции. Кроме того, на этом же турнире вышел в финал парного разряда среди юниоров, партнёром его был Акира Сантиллан.
Дебютировал в ATP на чемпионате США 2016 года среди мужчин на грунтовых кортах, где он проиграл в первом раунде Сэму Куэрри. В августе Опелка выиграл свои первые три карьерных матча ATP на Открытом чемпионате Атланты, и вышел в полуфинал. Одна из побед была достигнута в матче с Кевином Андерсоном. Он проиграл в полуфинале первому сеянному Джону Изнеру. Он продолжил свой победный путь в первом круге на турнирах Los Cabos Open и Цинциннати Masters, где он победил Сергея Стаховского и Жереми Шарди.
В 2017 году американский спортсмен сыграл на Открытом чемпионате Австралии. Победив в квалификации, в первом круге он сыграл пять сетов с сеянным Давидом Гоффином, но уступил. После, в 2017 году на турнире в Мемфисе он одержал свою единственную победу в туре ATP за год над товарищем американцем Джаредом Дональдсоном.
В середине февраля 2018 года на турнире в Делрей-Бич, Рейлли, получивший уайлд-кард, сумел дойти до четвертьфинала, в котором уступил немцу Петеру Гоёвчику. По ходу турнира обыграл Райана Харрисона и первого сеянного Джека Сока.
2018 год оказался переломным в его карьере. Он выиграл три титула ATP Challenger в этом году. Он выиграл свой первый титул в сезоне на челленджере в Бордо в мае. В ноябре он завоевал титулы на Knoxville Challenger и JSM Challenger, также став финалистом на соревнованиях Cary Challenger и Oracle Challenger.
В Мировом туре ATP он дошел до четвертьфинала на Delray Beach Open. По пути он одержал свою первую победу над теннисистом из топ-10 в карьере, победив Джека Сока во втором раунде.
Его твердое выступление на ATP Challenger Tour позволило ему впервые в карьере закончить год в топ-100 год в одиночном разряде, а именно он стал 99 номером в рейтинге.
В начале 2019 года на Открытом чемпионате Австралии обыграл в первом же круге похожего по стилю игры американца Джона Изнера в упорнейшем четырёхсетовом поединке, в котором судьба всех четырёх сетов решалась в тай брейках. В последних двух сетах победу на тай брейке праздновал Опелка, что позволило ему выиграть матч, примечательно, что на двоих спортсмены выполнили 87 эйсов за матч. Во втором круге в сверхупорном матче проиграл Томасу Фаббиано в пяти сетах на чемпионском тай брейке (10-5). В феврале Рейли выиграл свой первый титул категории ATP 250 на турнире в Нью-Йорке (США), в финале переиграв прошедшего из квалификации канадца Брейдена Шнура, примечательно, что в полуфинале турнира Опелка снова обыграл Изнера, при этом на двоих выполнив 81 эйсов за матч, самый высокий показатель формата трёх сетов.
В марте прошёл через квалификацию на турнир в Майами, где в основной сетке выбил из борьбы Диего Шварцмана и дошёл до 1/16 финала, но в упорнейшем трёхсетовом поедике проиграл россиянину Даниилу Медведеву в матче из трёх сетов и трёх тай брейков.
В июле 2019 года Рейлли участвовал в Уимблдонском турнире, где дошёл до третьего раунда, но проиграл в трёх сетах канадцу Милошу Раоничу. На Открытом чемпионате США дошёл до второго раунда, но проиграл Доминику Кёпферу в трёх сетах.
В 2022 выиграл титулы в Далласе и Хьюстоне. На Открытом чемпионате США 2022 года получил травму.

## Рейтинг на конец года
| Год  | Одиночный рейтинг | Парный рейтинг |
| 2024 | 293               |                |
| 2023 | 1146              |                |
| 2022 | 38                |                |
| 2021 | 26                | 149            |
| 2020 | 39                | 118            |
| 2019 | 36                | 179            |
| 2018 | 99                | 539            |
| 2017 | 229               | 456            |
| 2016 | 204               | 854            |
| 2015 | 981               | 800            |
| 2014 | 1 199             | 1 173          |
| 2013 | 1 790             | -              |

## Выступления на турнирах

### Финалы турнировATPв одиночном разряде (7)

#### Победы (4)
| Легенда                     |
| --------------------------- |
| Турниры Большого шлема (0)* |
| Итоговый турнир ATP (0)     |
| Мастерс (0)                 |
| АТР 500 (0)                 |
| АТР 250 (4+1)               |

| Титулы по покрытиям | Титулы по месту проведения матчей турнира |
| ------------------- | ----------------------------------------- |
| Хард (3+1)*         | Зал (2)                                   |
| Грунт (1)           | Зал (2)                                   |
| Трава (0)           | Открытый воздух (2+1)                     |
| Ковёр (0)           | Открытый воздух (2+1)                     |

* количество побед в одиночном разряде + количество побед в парном разряде.
| №  | Дата            | Турнир          | Покрытие   | Соперник в финале | Счёт              |
| -- | --------------- | --------------- | ---------- | ----------------- | ----------------- |
| 1. | 17 февраля 2019 | Нью-Йорк, США   | Хард (зал) | Брэйден Шнур      | 6-1 6-7(7) 7-6(7) |
| 2. | 23 февраля 2020 | Делрей-Бич, США | Хард       | Ёсихито Нисиока   | 7-5 6-7(4) 6-2    |
| 3. | 13 февраля 2022 | Даллас, США     | Хард (зал) | Дженсон Бруксби   | 7-6(5) 7-6(3)     |
| 4. | 10 апреля 2022  | Хьюстон, США    | Грунт      | Джон Изнер        | 6-3 7-6(7)        |

#### Поражения (3)
| №  | Дата            | Турнир             | Покрытие | Соперник в финале | Счёт          |
| -- | --------------- | ------------------ | -------- | ----------------- | ------------- |
| 1. | 15 августа 2021 | Торонто, Канада    | Хард     | Даниил Медведев   | 4-6 3-6       |
| 2. | 20 февраля 2022 | Делрей-Бич, США    | Хард     | Кэмерон Норри     | 6-7(1) 6-7(4) |
| 3. | 5 января 2025   | Брисбен, Австралия | Хард     | Иржи Легечка      | 1-4 — отказ   |

### Финалы челленджеров и фьючерсов в одиночном разряде (6)

#### Победы (4)
| Условные обозначения |
| Челленджеры (4)*     |
| Фьючерсы (0)         |

| Титулы по покрытиям | Титулы по месту проведения матчей турнира |
| ------------------- | ----------------------------------------- |
| Хард (3)*           | Зал (3)                                   |
| Грунт (1)           | Зал (3)                                   |
| Трава (0)           | Открытый воздух (1)                       |
| Ковёр (0)           | Открытый воздух (1)                       |

* количество побед в одиночном разряде + количество побед в парном разряде.
| №  | Дата           | Турнир           | Покрытие   | Соперник в финале | Счёт           |
| 1. | 5 ноября 2016  | Шарлотсвилл, США | Хард (зал) | Рубен Бемельманс  | 6-4 2-6 7-6(5) |
| 2. | 20 мая 2018    | Бордо, Франция   | Грунт      | Грегуар Баррер    | 6-7(5) 6-4 7-5 |
| 3. | 11 ноября 2018 | Ноксвилл, США    | Хард (зал) | Бьорн Фратанджело | 7-5 4-6 7-6(2) |
| 4. | 17 ноября 2018 | Шампейн, США     | Хард (зал) | Райан Шейн        | 7-6(6) 6-3     |

#### Поражения (2)
| №  | Дата             | Турнир      | Покрытие | Соперник в финале | Счёт       |
| 1. | 9 сентября 2018  | Чикаго, США | Хард     | Денис Истомин     | 4-6 2-6    |
| 2. | 16 сентября 2018 | Кэри, США   | Хард     | Джеймс Дакворт    | 6-7(4) 3-6 |

### Финалы турнировATPв парном разряде (4)

#### Победа (1)
| №  | Дата           | Турнир       | Покрытие | Партнёр      | Соперники в финале           | Счёт              |
| 1. | 1 августа 2021 | Атланта, США | Хард     | Янник Синнер | Стив Джонсон Джордан Томпсон | 6-4 6-7(6) [10-3] |

#### Поражения (3)
| №  | Дата            | Турнир                 | Покрытие   | Партнёр      | Соперники в финале                  | Счёт          |
| 1. | 27 октября 2019 | Базель, Швейцария      | Хард (зал) | Тейлор Фриц  | Жан-Жюльен Ройер Хория Текэу        | 5-7 3-6       |
| 2. | 16 февраля 2020 | Нью-Йорк, США          | Хард (зал) | Стив Джонсон | Доминик Инглот Айсам-уль-Хак Куреши | 6-7(5) 6-7(6) |
| 3. | 20 июня 2021    | Лондон, Великобритания | Трава      | Джон Пирс    | Николя Маю Пьер Юг Эрбер            | 4-6 5-7       |

### Финалы челленджеров и фьючерсов в парном разряде (1)

#### Поражение (1)
| №  | Дата             | Турнир        | Покрытие | Партнёр        | Соперники в финале         | Счёт        |
| 1. | 14 сентября 2014 | Клермонт, США | Хард     | Дейтон Баугман | Джефф Дадамо Деннис Неволо | 2-5 — отказ |